# Stefko Hanushevsky
Stefko Hanushevsky (* 1980 in Linz) ist ein österreichischer Schauspieler.

## Leben

### Familie und Ausbildung
Hanushevsky wurde 1980 in Linz geboren. Er stammt aus einer Familie mit österreichischen, amerikanischen, ukrainischen, slowenischen und italienischen Vorfahren. Er wuchs in einer Familie von Musikern auf und interessierte sich bereits als Kind für Theater und Film. Nach der Matura und seinem Militärdienst begann er zunächst ein Philosophie- und Theaterwissenschaftsstudium in Wien, wo er sein Studium mit mehreren Nebenjobs u. a. als Billetteur am Burgtheater, Bademeister und als Reiseleiter für US-Touristen finanzierte. Er entschied sich dann für den Schauspielberuf, und absolvierte von 2001 bis 2005 ein Schauspielstudium an der Universität der Künste in Berlin. Während seines Studiums hatte er bereits Auftritte bei der Vagantenbühne Berlin und am Grips-Theater, wo er 2004 als Lysander in Shakespeares Komödie Ein Sommernachtstraum auf der Bühne stand.

### Theater
Sein erstes Festengagement hatte er ab 2005 am Schauspiel Frankfurt, wo er bis 2009 blieb. Zu seinen Frankfurter Bühnenrollen gehörten u. a. der Sekretär Camille Chandebise in der Komödie Floh im Ohr von Georges Feydeau (2005, Regie: Simone Blattner), der königliche Offizier Du Chatel in Die Jungfrau von Orleans (Premiere: Spielzeit 2006/07, Regie: Simone Blattner), der Sohn Biff Loman in Tod eines Handlungsreisenden (Premiere: Spielzeit 2006/07, Regie: Florian Fiedler), Ottokar in Die Familie Schroffenstein (Premiere: Spielzeit 2006/07, Regie: Simon Solberg), der Lehrer in Jugend ohne Gott (Premiere: Spielzeit 2007/08, Regie: Julia Hölscher) und Prinz Orlowsky in der Operette Die Fledermaus (Premiere: Spielzeit 2008/09, Regie: Karin Neuhäuser).
Anschließend folgte von 2009 bis 2013 ein Engagement am Staatsschauspiel Dresden, wo er u. a. als Mercutio in Romeo und Julia (2009, Regie: Simon Solberg), Valerio in Leonce und Lena (2010, Regie: Sabine a. d. Heide) sowie als Diener Just und Wachtmeister Werner in Minna von Barnhelm (2011, Regie: Simon Solberg) auftrat.
Gastengagements hatte er u. a. am Nationaltheater Mannheim (2007), am Maxim Gorki Theater in Berlin (2009; u. a. als Ills Sohn in Der Besuch der alten Dame, Regie: Armin Petras) und bei den Salzburger Festspielen (2008).
Seit der Spielzeit 2013/14 ist er festes Ensemblemitglied am Schauspiel Köln. Dort trat er bisher u. a. in Der gute Mensch von Sezuan (Premiere: Spielzeit 2013/14, Regie: Moritz Sostmann), als Knecht und Knappe Gottschalk in Das Käthchen von Heilbronn (Premiere: Spielzeit 2014/15, Regie: Stefan Bachmann) und als Sekretär Wurm in Kabale und Liebe (Premiere: Spielzeit 2014/15, Regie: Simon Solberg) auf.
In der Spielzeit 2015/16 (Premiere: April 2016) übernahm er am Schauspiel Köln, erneut unter der Regie von Simon Solberg, die Titelrolle in Cyrano de Bergerac. Außerdem trat er als Neffe Mortimer Brewster in Arsen und Spitzenhäubchen auf.
Am Schauspiel Köln entwickelte er außerdem gemeinsam mit Christopher Brandt die Konzertabende Hit me baby Vol. I, II und III., in dem er musikalische Hits der letzten 400 Jahre singt und von Brandt auf Gitarre und Klavier begleitet wird. Mit dem Liederabend Hit me baby one more time gastierten Brandt und Hanushevsky auch am Staatsschauspiel Dresden.
Zur Spielzeit 2024/25 wechselte Hanushevsky als festes Ensemblemitglied zum Wiener Burgtheater.

### Film und Fernsehen
Seit 2004 ist Hanushevsky auch für Film und Fernsehen tätig und arbeitet regelmäßig als Sprecher für den Funk und als Rezitator. Er hatte Auftritte u. a. in der ZDF-Krimiserie SOKO Leipzig (2009) und im Münsteraner Tatort: Schwanensee (2015).
In der ZDF-Krimireihe Marie Brand spielte er in dem Film Marie Brand und die Spur der Angst (Erstausstrahlung: April 2016) die Rolle des Archivars Sprang. In der ZDF-Serie Herzensbrecher – Vater von vier Söhnen war er im November 2016 in einer Episodenrolle als liebevoller Pflegevater eines Jungen, der wieder zu seiner Mutter zurückkehren soll, zu sehen. In der ZDF-Krimiserie SOKO Köln (Erstausstrahlung: Dezember 2016) spielte er in einer weiteren Episodenhauptrolle den korrupten Pharmawissenschaftler Dr. Claus Kerber. In der 7. Staffel der ZDF-Serie Bettys Diagnose (2021) übernahm er eine der Episodenrollen als Psychiater Dr. Quirin Dobert-Amseln.

### Auszeichnungen
2004 erhielt er einen Solopreis beim Theatertreffen Deutschsprachiger Schauspielstudierender in Hannover. 2014 wurde er beim NRW-Theatertreffen als bester Schauspieler für seine Leistung (mit „Strahlkraft und starker Spiel-Intelligenz, leichtfüßigem Spiel und großem komödiantischen Talent“) in Der gute Mensch von Sezuan ausgezeichnet.

### Privates
Hanushevsky besitzt neben der österreichischen Staatsangehörigkeit auch die US-amerikanische Staatsbürgerschaft. Er lebt in Köln.

## Filmografie (Auswahl)
- 2005: Sitzriesen an Stehimbissen (Kurzfilm)
- 2006: Löwenzahn (Fernsehserie; Folge: Hubschrauber – Höhenflug im Elchwinkel)
- 2009: SOKO Leipzig (Fernsehserie; Folge: Web-Spion)
- 2010: Neon Aura (Kurzfilm)
- 2015: Tatort: Schwanensee (Fernsehreihe)
- 2016: Marie Brand und die Spur der Angst (Fernsehreihe)
- 2016: Herzensbrecher – Vater von vier Söhnen (Fernsehserie; Folge: Zerbrechliches Glück)
- 2016, 2023: SOKO Köln (Fernsehserie; Folgen: Tödliche Lügen, Lieber Gott lass Abend werden)
- 2018: Sankt Maik (Fernsehserie)
- 2018: Was uns nicht umbringt
- 2019: M – Eine Stadt sucht einen Mörder (Fernsehserie)
- 2019: Alte Bande (Fernsehfilm)
- 2019: Wilsberg – Schutzengel (Fernsehreihe)
- 2021: Bettys Diagnose (Fernsehserie; Folge: Das Unwetter)
- 2021: Tatort: Heile Welt (Fernsehreihe)
- 2021: Rentnercops (Fernsehserie; Folge: Die Nacht hat tausend Augen)
- 2021: Merz gegen Merz (Fernsehserie; Folge: Erinnern und Vergessen)
- 2022: In aller Freundschaft (Fernsehserie; Folge: Gemeinsam geht’s besser)
- seit 2022: WaPo Duisburg (Fernsehserie)
- 2023: Schnell ermittelt (Fernsehserie, Folge Sabine Strobl)
- 2023: Mord mit Aussicht (Fernsehserie)
- 2025: Tatort: Restschuld (Fernsehreihe)